# Stimmloser bilabialer Nasal
Ein stimmloser bilabialer Nasal ist ein Konsonant, bei dessen Artikulation der Mund an den Lippen verschlossen ist und die ganze Luft bei nicht-schwingenden Stimmbändern durch die Nase entweicht.
Es gibt diesen Konsonant beispielsweise im Französischen prisme [⁠pχis̪m̥⁠].